# De Meulenaer
De Meulenaer was een Zuid-Nederlandse adellijke familie.

## Geschiedenis
In 1757 werd door keizerin Maria Theresia de erfelijke adel erkend (voor zoveel als nodig) met de persoonlijke titel ridder ten gunste van Jean-François de Meulenaer, schepen van Antwerpen.

## Genealogie
- Jean-Baptiste François de Meulenaer
  - Guillaume Theodore De Meulenaer (1730-1776), x Catherine de Knyff (1741-1808)
    - Pierre de Meulenaer (° 1768), x Marie-Françoise Nackens (1769-1810)
      - Edouard de Meulenaer (zie hierna)

    - Charles De Meulenaer (zie hierna)

## Edouard de Meulenaer
- Edouard Jean Jacques François de Meulenaer (Antwerpen, 24 april 1796 - Schaarbeek, 21 februari 1880) verkreeg in 1857 erkenning in de erfelijke adel met toekenning van de riddertitel, overdraagbaar bij eerstgeboorte.
  - Charles de Meulenaer (1837-1888) trouwde met prinses Octavie de Looz Corswarem (1832-1897).
    - Robert de Meulenaer (1867-1923), majoor, trouwde met Berthe Mouriau de Meulenacker (1872-1969). Ze hadden zes kinderen en hebben afstammelingen tot heden.

## Charles François De Meulenaer
Charles François Ghislain De Meulenaer (Antwerpen, 25 februari 1772 - aldaar, 2 december 1852) werd in 1822 onder het Verenigd Koninkrijk der Nederlanden erkend in de erfelijke adel. Hij trouwde met Marie-Thérèse Goubau (1773-1836) en ze hadden vier kinderen.